# KN-18
KN-18은 북한 최초의 대함탄도미사일(ASBM)이다.단거리탄도미사일(SRBM)인 화성-5(SCUD-B) 개량형으로 보고있다.

## 역사
일부언론에서는 KN-17을 대함탄도미사일이라고 지칭하기도 했으나, KN-17은 이미 2017년 4월 6일 시험 발사에 나선 바 있는 《화성-12》형이다. 본 미사일과는 무관하다.

## 정확도
북한 노동신문은 CEP가 7 m라고 했는데, 세계 최초의 대함탄도미사일(ASBM)이라는 중국의 DF-21D는 CEP 30 m이다. 북한의 기술로 중국의 기술을 앞섰다는데, 전문가들은 신뢰할 수 없다고 본다.
CEP가 7 m의 재래식 미사일의 폭발력은 정밀유도 기술이 개발되기 전인 1960년대의 전술 핵폭탄 수준의 폭발력을 낸다. 즉 과거에는 정밀유도 기술이 개발되지 않아서, 미사일의 CEP가 1 km 정도가 되어서, 핵폭탄을 터뜨려야 견고한 군사기지 콘트리트 건물을 파괴할 수 있었다. 그러나 CEP 7 m의 재래식 미사일은, 정확하게 건물에 명중하기 때문에, 파괴가 가능하다. '충격과 공포'전략 참조.
원자력 발전소는 매우 두꺼운 콘크리트로 건설하여, 미사일에도 끄떡 없다고 알려져 있다. 그러나 2007년 이스라엘 보잉 F-15I 전투기 10대가 오차드 작전으로 시리아 원전을 공습할 때, 전투기가 일렬로 줄지어서, 동일한 원전 목표물에 레이저 유도 폭탄을 투하했다. 레이저 유도 폭탄의 CEP는 30 m이다. 즉 CEP 7 m인 미사일 여러발을 동시에 한 곳의 원전을 공격하면, 두꺼운 콘크리트 벽을 파괴할 수 있다.

## 액체연료
사거리 1,300 km 노동 미사일의 액체연료 주입시간이 30분이므로, 사거리 1,000 km KN-17의 연료 주입시간은 더욱 짧을 것이다.
2018년 1월 30일, 폴 셀바 미국 합동참모본부 차장은 국방기자클럽이 주최한 조찬 강연에서 "북한이 미사일을 발사대에 탑재하는 새로운 기술을 개발함에 따라 미국과 동맹국들은 ICBM이 발사되기 약 12분 전에야 경고를 받을 수 있다"며 "이는 예전의 1시간보다는 훨씬 짧아졌다"고 말했다.
연료주입을 지하 갱도에서 하기 때문에, 지상에서 포착할 수 있는 시간이 사라졌다. 기존에는 30분에서 3시간 동안 연료주입을 지상에서 하여, 한미 연합군의 정찰기, 정찰위성에서 포착이 가능했다.
발사대 트럭에서 미사일 발사관을 수직으로 세워서 바로 발사하는 방식을 채택했다. 수직발사관을 세우는데는 3분이 걸린다. 즉, KN-17이 갱도에서 나와 3분만에 수직발사관을 세우자마자 발사한다. 고체연료 미사일과 지상에서의 발사준비 시간이 3분으로 동일하게 되었다. 고체연료 미사일도 발사대 트럭의 수직발사관을 세우는데 3분 걸린다.
러시아의 SS-18 사탄 ICBM은 저장성 액체 추진제를 미리 주입해서 언제든지 즉시 발사할 수 있으며, 5년간 발사대기를 유지할 수 있다. 저장성 액체 추진제를 지상에 무거운 저장탱크에 저장할 때는 별문제가 되지 않지만, 미사일은 매우 두께가 얇은 연료통을 사용한다. 따라서 연료통 내부에 부식방지제 등을 사용하지만, 그래도 미사일을 장기간 보관할 수 없어서, 발사 직전에만 30분에서 3시간 동안 지상에서 연료 주입을 했으며, 그 연료 트럭과 미사일을 정찰위성이 관측하여서, 핵공격 전에 선제타격 등을 할 수 있었다. 한국의 킬 체인은 그런 전략이다. 그러나 SS-18 사탄 ICBM은 부식방지제를 개선했는지, 연료통을 두껍게 만들었는지는 모르겠지만, 사전에 연료를 주입해서 5년간 보관할 수 있다. 그래서, 5년 동안은 고체연료 미사일과 완전히 동일하게, 3시간의 연료주입 없이 즉시발사를 할 수 있다. 북한이 러시아 SS-18 사탄의 5년간 사전에 연료주입이 가능한 기술을 습득했는지는, 명확하지 않다.

## 같이 보기
- DF-21D - 세계 최초의 ASBM
- KN미사일 시리즈
- 노동 2호